# Romanowo (rejon romanowski)
Romanowo (ros. Романово) – wieś (sieło) w Rosji, w Kraju Ałtajskim, ośrodek administracyjny rejonie romanowskiego. W 2010 liczyła 5624 mieszkańców.